# Letenské sady
Letenské sady - park w centrum Pragi, na wzgórzu Letná, dogodny punkt widokowy na położone na przeciwnym brzegu Wełtawy Stare Miasto, a także praski Hrad i wzgórze Petřín.
W latach 1955–1962 stał tutaj największy na świecie pomnik Stalina. Podczas aksamitnej rewolucji, 25-26 listopada 1989 odbywały się tutaj wielkie demonstracje przeciwko władzom komunistycznym, w których brało udział około 750 tysięcy ludzi. 7 września 1996 w parku dał koncert przed 127 tysiącami widzów Michael Jackson, który właśnie tym koncertem rozpoczął trasę HIStory World Tour.
Znajduje się tu oprócz tego najstarsza działająca karuzela, Hanavský pavilon z 1891 wybudowany przy okazji wystawy jubileuszowej, marmurowy cokół będący pozostałością pomnika Stalina, oraz tzw. Bruselský pavilon, powstały z okazji wystawy Expo 1958.